# Perisphaeria stylifera
Perisphaeria stylifera är en kackerlacksart som beskrevs av Hermann Burmeister 1838. Perisphaeria stylifera ingår i släktet Perisphaeria och familjen jättekackerlackor. Inga underarter finns listade i Catalogue of Life.